# Herluf Trolle
 For alternative betydninger, se Herluf Trolle (flertydig). (Se også artikler, som begynder med Herluf Trolle)
H.E. Herluf Trolle (omkring 1516 på Lillø Slot i Skåne – 25. juni 1565 i København) var en dansk admiral og søhelt. Flere steder er opkaldt efter Trolle, der også er regnet som en slags stifter af Herlufsholm skole.
Herluf Trolle var en del af den skånske adelsslægt Trolle.

## Liv og karriere
Trolle blev født som det tolvte af den skånske adelsmand Jakob Trolles femten børn, den 14. januar. Fødeåret er ukendt, men er beregnet til 1516.
Som 19-årig blev Trolle sendt til København for at studere ved Vor Frue for derefter at studere i Wittenberg. Han giftede sig med den rige hofjomfru Birgitte Gøye, der var datter af rigshofmester Mogens Gøye. En håndfuld hjertelige brev fra ham til hende er bevaret. [kilde mangler] Både Trolle og hans kone var kendt for deres ydmyge liv og gode kirkevaner. Herluf Trolle var kulturens mand, han oversatte blandt andet Davids 3. salme og Te Deum til dansk. Han fremmede litteratur og lærdom ved at uddanne folk i trange kår. I 1559 blev Trolle udnævnt til admiral over den danske flåde. I 1560 flyttede han fra Nordsjælland til Skovklosteret ved Næstved, som han herefter omdøbte til Herlufsholm. Samtidig blev Herlufsholm Sogn oprettet, hvorved Ladby Kirke blev nedlagt som sognekirke. I 1563 overtog han Peder Skrams post som øverste admiral.
Med hjælp fra to andre danske skibe angreb Trolle det svenske flagskib Jutehataren ("jydehaderen"), der også blev kaldt Makalös ("mageløs") fordi det var det største skib på Skandinaviens have, men kampen blev indstillet, da natten faldt på. Klokken seks den følgende dag angreb danskerne igen Makalös, og det overgav sig. Men det sprang umiddelbart efter i luften og dræbte over 300 danske og svenske søfolk. Den svenske admiral blev taget til fange, og resten af den svenske flåde flygtede til Stockholm. Trods store skader på flåden og flagskibet Fortuna angreb Trolle den svenske flåde den 14. august. Svenskeflåden blev ledet af den kendte finske admiral Klaus Horn, Herr af Joensuu. Man blev på søen til 13. oktober.
Trolle brugte det meste af den følgende vinter på Herlufsholm, hvor han lagde de sidste planer for sin drøm om en skole for frie mænds børn. Desuden brugte han megen tid i København på at stable en ny flåde på benene. Den 1. juni 1565 satte han sejl mod den svenske flåde. Klas Horn, den svenske admiral, havde været til søs i længere tid og det med en flåde, der var den danske overlegen. Den 4. juni mødtes de to admiraler tæt ved Femern (Fehmarn). Kampen var hård, men flåderne trak sig til sidst hver til sit for at kunne reparere deres respektive skader. Trolle var blevet alvorligt såret i lår og skulder, men nægtede at lade sig tilse af skibslægen, før hans mandskab var blevet tilset. Denne beslutning blev hans død, han døde i København den 25. juni, 17 dage efter, at han var sat i havn.
Trolle blev begravet i Herlufsholm Kirke sammen med sin kone Gøye, der døde i 1574, i en sarkofag, der er fremstillet af den flamske skulptør Cornelis Floris de Vriendt (1514–1575).
Trolle nåede ikke at se Herlufsholm som skole. Hans kone Birgitte Gøye ledede den en kort tid, indtil den blev overtaget af Arild Huitfeldt.

Trolle spurgte: 
| Citat         | Vide I, hvorfor vi hedde herremænd, hvi vi bære guldkæder og have jordegods og vil være højere agtet end andre? Derfor at når konge og herre, land og rige have det behov, da skal vi rigets fjender afværge, beskytte og beskærme med al magt og formue vort fædrene rige, at vore undersåtter må bo og være udi fred og rolighed. Ja, vil vi have det søde, må vi også tage det sure med. | Citat |
| Herluf Trolle | |       |

## Hæder
Herluf Trolles Gade på Gammelholm i København, Herluf Trolles Gade i Aalborg, Herluf Trolles Gade i Aarhus og Herluf Trollesvej i Slagelse, Tølløse, Hillerød, Odense og Hirtshals er opkaldt efter ham.